# Ugljare
Ugljare (serbiska: Угљаре, albanska: Uglarë, Uglar, Uglari) är en ort i Kosovo. Den ligger i den östra delen av landet, 7 km sydväst om huvudstaden Priština. Ugljare ligger 549 meter över havet och antalet invånare är 1 186.
Terrängen runt Ugljare är platt åt sydväst, men åt nordost är den kuperad. Runt Ugljare är det ganska tätbefolkat, med 222 invånare per kvadratkilometer. Närmaste större samhälle är Priština, 6,9 km nordost om Ugljare. Trakten runt Ugljare består till största delen av jordbruksmark.